# أولكساندر سيدورينكو
أولكساندر سيدورينكو (مواليد 27 مايو 1960) هو سبّاح من الاتحاد السوفيتي، مثّل بلاده في الألعاب الأولمبية الصيفية 1980.

## روابط خارجية
- أولكساندر سيدورينكو على موقع الاتحاد الدولي للسباحة (الإنجليزية)
- أولكساندر سيدورينكو على موقع SwimRankings.net (الإنجليزية)
- أولكساندر سيدورينكو على موقع أوليمبيديا (الإنجليزية)